# Филд, Эдгар
Э́дгар Филд (англ. Edgar Field; 29 июля 1854 — 11 января 1934) — английский футболист, защитник. Выступал за футбольные клубы «Рединг» и «Клэпем Роверс», а также за национальную сборную Англии.

## Футбольная карьера
Уроженец Уоллингтона (на тот момент — графство Беркшир), Филд окончил колледж Лансинг. Играл в футбол за команду колледжа. В середине 1870-х годов выступал за «Рединг». Затем стал игроком клуба «Клэпем Роверс».
В сезоне 1878/79 помог «Клэпем Роверс» дойти до финала Кубка Англии, в котором его клуб с минимальным счётом 0:1 уступил клубу «Олд Итонианс».
В сезоне 1879/80 «Клэпем Роверс» вновь вышел в финал Кубка Англии, но на этот раз обыграл в нём «Оксфорд Юниверсити» со счётом 1:0.
7 марта 1876 года дебютировал за национальную сборную Англии в выездном матче против сборной Шотландии. Англичане проиграли со счётом 0:3.
12 марта 1881 года провёл свой второй (и последний матч) за сборную Англии. Это снова была игра против Шотландии, и англичане вновь проиграли в ней, на этот раз со счётом 1:6. Филд отметился голом в свои ворота, став первым автором автогола в истории сборной Англии.

## Вне футбола
В переписи 1891 года Филд значится как «торговец вином», хотя по профессии он был бухгалтером. Работал в Лондоне, в 1913 году переехал в Дерби, где и жил до самой своей смерти в январе 1934 года.
В мае 2008 года в архивах Дерби была обнаружена фотография сборной Англии, сделанная перед матчем против Шотландии в Глазго в марте 1876 года. Эту фотографию Эдгар Филд отправил в газету Derbyshire Football Express, и она была опубликована там на 50-ю годовщину матча. Она считается первой известной фотографией сборной Англии по футболу.

## Достижения
«Клэпем Роверс»
- Обладатель Кубка Англии: 1880
- Финалист Кубка Англии: 1879